# Aeródromo de Saceruela
El Aeródromo Saceruela (Ciudad Real) fue un antiguo campo de aviación, construido en 1937, utilizado durante la guerra civil española por las tropas republicanas, perteneciente al 1.er Sector de la 5.ª Región Aérea. Actualmente, está en fase de recuperación y revitalización (centro de interpretación y museo) con el apoyo de la Junta de Comunidades de Castilla-La Mancha,  el Ayuntamiento de la localidad y su alcalde José Fernández Teno.

## Saceruela (Ciudad Real)
Saceruela es un municipio de 247 km² y una pequeña localidad al oeste de la provincia de Ciudad Real, en la comunidad autónoma de Castilla-La Mancha; pertenece a la comarca de Acudia y se encuentra a 71 km de distancia de la capital. El término municipal, ha sido escenario de asentamientos a lo largo de la historia, tal y como prueban restos encontrados en la zona de épocas pasadas: romanos, visigodos o árabes. Además, fue un importante cruce de caminos en rutas agrícolas y ganaderas, comerciales, militares o de peregrinación. Situado en el Camino de Guadalupe (Levante) , en el siglo XVI se fundó la Orden del Sacer, que hoy sigue existiendo. Actualmente su población ronda los 600 habitantes.
Durante la guerra civil española (1936-1939), Saceruela contó con aeródromo militar. El aeródromo está situado próximo al pueblo, en una explanada (hoy zona agrícola), en una zona entre la Sierra del Capellán y Saceruela.

## Aeródromo e infraestructura
A día de hoy, presenta los elementos originales del aeródromo construido bajo el mandato del Gobierno de la República. 
El campo de aviación militar, que nunca estuvo asfaltado, tiene una forma irregular, con una longitud máxima de 1.170 m por un ancho máximo de 1.031 m. Un espacio donde despegaban y aterrizaban las aeronaves teniendo siempre presente los vientos habituales de esta región.
El aeródromo, muy completo en sus infraestructuras, además de las pistas, presentaba un conjunto de instalaciones levantadas para proteger a la importante y determinante arma mortífera que era aviación militar. Con puesto de control y guardia para la oficina, mandos y pilotos, hangar y diversos refugios: con forma de L y una capacidad de unos 20 militares, antiametrallamiento (para guardar munición y combustible y refugiarse) y uno contra bombas con una profundidad de 7 m de ladrillo y hormigón, capaz de aguantar el impacto de bombas de hasta100 kg. Construcciones muy precisas donde se puede ver reflejado el trabajo de los mineros de la comarca.
Se cree que en el momento de mayor actividad pudo haber más de 40 aviones, sin contar las maquetas de tamaño real que el ejército republicano disponía en el campo para confundir al enemigo y hacerles gastar bombas.

## Historia
Durante la guerra civil los recursos militares aéreos se mostraron como un arma fundamental en el desarrollo de la contienda.
El campo de aviación militar, construido a primeros del año 1937, fue utilizado por la aviación republicana durante la guerra civil española, perteneciente al 1.er Sector de la 5.ª Región Aérea. Esta Región, que comprendía las provincias de Ciudad Real, Badajoz, Córdoba y parte de Toledo (sur y oeste), llegó a tener 29 campos de aviación activos con gran importancia en los frentes en los que intervinieron. Ciudad Real, además de Saceruela, contó con campos de aviación en localidades como Abenójar, Granátula de Calatrava o Almodóvar del Campo.
Las principales tareas de estas fuerzas aéreas eran las de reconocimiento, escolta y protección de los bombarderos del frente. En concreto, el objetivo principal de esta Región militar fue la de apoyar al ejército republicano en Extremadura, para frenar el avance de las tropas de Francisco Franco de Sevilla a Madrid que buscaron una ruta alternativa para evitar el paso de Despeñaperros por la complicada orografía.
Al estallar la guerra civil, España estaba en los albores de la aviación. El gobierno alemán nazi apoyó con aeronaves al ejército de Franco, mientras que la República tuvo problemas para conseguir aviones. Inicialmente fueron de procedencia francesa y después bombarderos rusos, con los que organizó una escuadra de aviación republicana, conocida popularmente como "La Gloriosa".
Algunos de los más destacados pilotos de la guerra civil española pasaron por este aeródromo, como es el caso del tarraconense Manuel Orozco Rovira quien el  25 de julio de 1938 se encontraba en Saceruela, combatiendo en el frente de Extremadura

## Pilotos
No solo a los aviones era preciso salvaguardar durante la contienda, por su valor y escasez, también a los pilotos era necesario proteger dado que eran muy pocos los soldados que supieran utilizar una aeronave. Al igual que los campos de aviación eran escondidos para no ser detectados y evitar su bombardeo, también los pilotos eran ocultados en viviendas particulares, próximas al aeródromo, o protegidos en los refugios construidos para ello.

## Aviones
Algunos de los aviones utilizados por las escuadrillas de pilotos en esta base militar fueron el Polikarpov I-15, "Chato"(caza biplano soviético), el Polikarpov I-16, "Mosca" (caza monoplano soviético), el Polikarpov RZ (bombardero ligero soviético) o el Grumman FF "Delfín" (caza biplano diseñado para la armada estadounidense).
El Ayuntamiento de Saceruela lleva años tratando de recuperar este antiguo aeródromo. Bajo el mandato de su alcalde, José Fernández Teno, se está trabajado en para sacar a la luz los refugios enterrados y rehabilitar los edificios que aún se conservan. Además, ya está en marcha el proyecto de levantar en este lugar un centro de interpretación y un museo, relacionado con esta época de la historia.    
El Ayuntamiento cuenta con el apoyo del experto en la materia José Félix Fernández, profesor de secundaria especializado en arqueología industrial, que imparte periódicas visitas guiadas para dar a conocer la importancia de este conjunto patrimonial de la provincia. Unas visitas que el Ayuntamiento pretende potenciar y realizar de forma regular.